# Upadek komunizmu w Albanii
Upadek komunizmu w Albanii miał miejsce w latach 1990–1991 po serii protestów studenckich w Tiranie, strajków i manifestacji. W kraju nie istniała wcześniej żadna zorganizowana opozycja antykomunistyczna. Do pierwszych protestów doszło w styczniu 1990. Początkowo formułowane podczas nich postulaty miały jedynie ograniczony, symboliczny i ekonomiczny charakter. Następnie pojawiły się również hasła demokratyzacji systemu politycznego. Kulminacją protestów były zamieszki w Kavai w lipcu 1990. W końcu tego samego roku w Albanii powstały pierwsze partie opozycyjne oraz niezależna prasa.
31 marca 1991 w Albanii miały miejsce pierwsze wybory parlamentarne, w których sukces odniosła rządząca do tej pory Albańska Partia Pracy. Prezydentem został Ramiz Alia, zaś na czele rządu stanął Fatos Nano.

## Tło wydarzeń
Po śmierci Envera Hodży w 1985 władzę w Albanii przejął Ramiz Alia, uznawany za członka liberalnej frakcji wewnątrz Albańskiej Partii Pracy. Dwa lata później w kraju rozpoczął się kryzys gospodarczy, pogarszał się albański bilans handlowy, pojawiły się trudności z zaopatrzeniem w podstawowe produkty. Albania była – według oceny Amnesty International – jednym z najbardziej represyjnych względem społeczeństwa państw świata. Albańczycy nie mogli utrzymywać żadnych kontaktów z obywatelami innych krajów, wjazd cudzoziemców do Albanii, pod ścisłą kontrolą, umożliwiało tylko kilka razy w roku, w zorganizowanych grupach, państwowe przedsiębiorstwo Albtourist. W tym samym okresie władze albańskie ostatecznie uznały, że polityka całkowitego zwalczania religii zakończyła się niepowodzeniem. Byli duchowni byli zwalniani z więzień i obozów pracy, tajne nabożeństwa, chociaż nadal karalne, nie były już ścigane, w celach propagandowych odnowiono niektóre zabytki architektury sakralnej (głównie meczety). W 1987 poprawiły się stosunki Albanii z RFN oraz z Grecją, w 1988 – z Włochami. W 1989 albańska prasa relacjonowała przemiany w Europie Środkowo-Wschodniej, jednak starała się udowodnić, że są one niekorzystne dla tamtejszych społeczeństw. Z czasem jednak informacyjna blokada społeczeństwa stawała się coraz bardziej nieszczelna, Albańczycy mieli nielegalny dostęp do zagranicznych telewizji i radia „Głos Ameryki”.
Rządzący krajem Ramiz Alia nigdy nie zdobył autorytetu porównywalnego z Enverem Hodżą. Kierownictwo partii albańskiej w końcu lat 80. XX wieku spierało się o linię polityczną, a spory te prowadziły do konfliktów wewnętrznych w policji, armii i administracji. Do końca 1989 liderzy Albańskiej Partii Pracy stanowczo odrzucali sugestie jakichkolwiek przekształceń ekonomicznych, w tym częściowej prywatyzacji. Oficjalna prasa albańska występowała z krytyką pieriestrojki.
Znaczący wpływ na rozwój sytuacji w Albanii miały wydarzenia w Rumunii, obalenie rządów Nicolae Ceaușescu, którego do ostatniej chwili przedstawiano w Albanii jako przywódcę bratniego narodu, a już po śmierci ogłoszono antysocjalistycznym dyktatorem. Podczas grudniowych wydarzeń w Rumunii we Wlorze i w Tiranie młodzi ludzie rozrzucali na ulicach ulotki wzywające do podobnych działań w Albanii. 1 stycznia 1990 Ramiz Alia zapowiedział, że Albania pozostanie państwem socjalistycznym, a monopartyjny system polityczny nie przekreśla jego demokratycznego charakteru.

## Upadek komunizmu
Kilkanaście dni później, 14 stycznia, w Szkodrze doszło do wystąpień antyrządowych, podczas których manifestanci próbowali zniszczyć pomnik Stalina. Policja opanowała tłum, jednak kilka dni później pomnik został rozebrany. 28 stycznia w Tiranie doszło do protestów studenckich pod hasłem demokratyzacji. Początkowo definiowano ją jako złagodzenie represji i zmianę nazwy uniwersytetu poprzez usunięcie z niej imienia Enwera Hodży. Podczas demonstracji pojawiły się również hasła obalenia rządów Alii, któremu grożono, że zginie tak, jak Ceaușescu. W marcu 1990 w Beracie wybuchł strajk pracowników zakładów tekstylnych, podczas którego pierwszy raz od lat padły postulaty ekonomiczne. Kolejne demonstracje w różnych miastach Albanii skłoniły władze w kwietniu 1990 do pewnych ustępstw: zgody na działalność kapitału obcego w Albanii, powiększenia zakresu samodzielności dyrektorów zakładów przemysłowych. Od początku roku trwały ucieczki Albańczyków z kraju – do Włoch, Macedonii i Grecji.
Ograniczone przemiany i zapowiedź korekty polityki zagranicznej, której wyrazem był wniosek o przyjęcie do OBWE, nie zapobiegły upadkowi rządów Albańskiej Partii Pracy. W lipcu 1990 do kolejnych manifestacji doszło w Kavai; domagano się w ich trakcie podziału majątku kołchozów. Nastroje starali się uspokajać czołowi politycy partyjni Muho Asllani i Lenka Çuko, zostali jednak wypędzeni z Kavai. Wówczas władze skierowały do miasta oddziały policyjne służące do rozpędzania protestów, które 8 lipca spacyfikowały miasto. Zginęła jedna osoba, kilkanaście zostało pobitych. W pogrzebie jedynej ofiary śmiertelnej, 21-letniego Josifa Budy, wzięło udział 30 tys. ludzi – tylu, ilu zamieszkiwało w Kavai. Uczestnicy pogrzebu spalili miejscowy komitet partyjny i do końca dnia faktycznie kontrolowali miasto. W czasie protestów w Kavaji, a następnie kolejnych w Szkodrze i Elbasanie, po raz pierwszy padły hasła demokracji wielopartyjnej.

## Wprowadzenie demokracji wielopartyjnej w Albanii

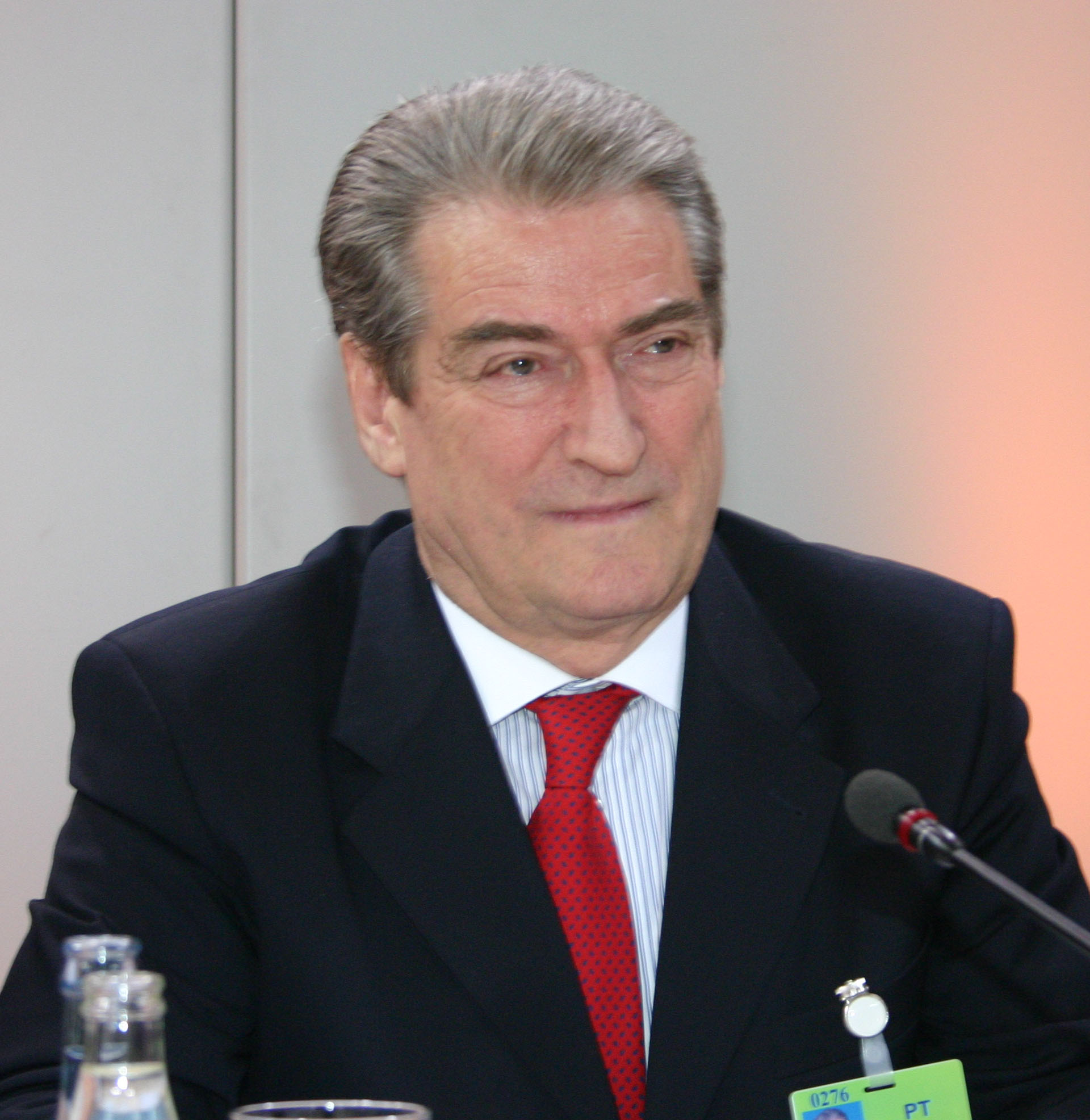
Sali Berisha

W Albanii nie istniały żadne organizacje opozycyjne tworzone przez ludzi, którzy nie byli związani z Albańską Partią Pracy. Jak pisze Tadeusz Czekalski

Antykomunizm albański wykreowali w znacznej mierze „nawróceni” komuniści, wyczuwający w zachodzących przemianach szansę dla siebie

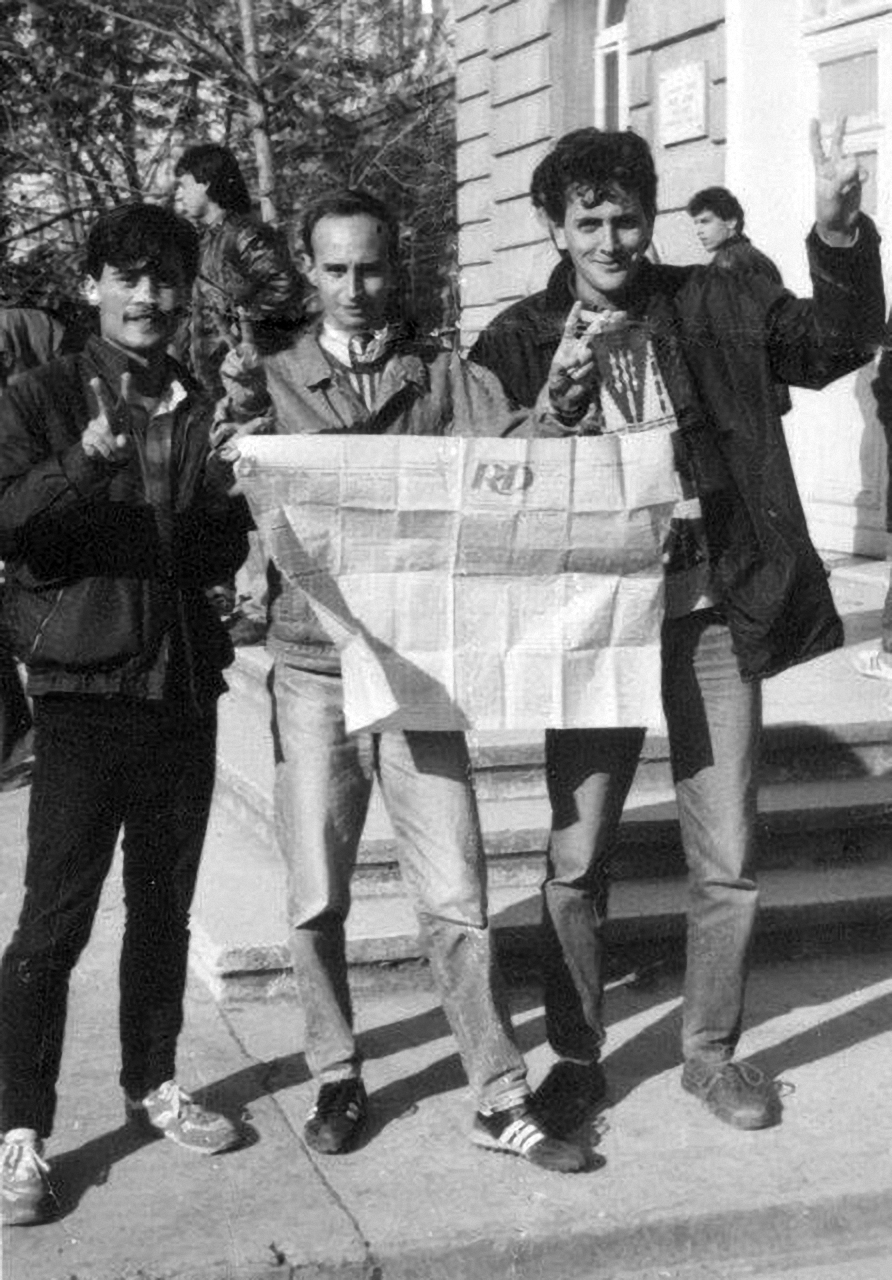
Grupa zwolenników opozycji z pierwszym wydaniem czasopisma „Rilindja Demokratike”

Pierwsza partia opozycyjna, Demokratyczna Partia Albanii, została utworzona przez studentów i pracowników naukowych uniwersytetu w Tiranie. Jej przywódca, Sali Berisha, był pierwotnie jednym z doradców Ramiza Alii, jednak wystąpił z partii, gdy uniemożliwiono mu swobodne występowanie w telewizji. Stał się popularny, gdy pośredniczył w rozmowach władz i strajkujących studentów. Do marca 1991 powstały kolejne partie opozycyjne: Partia Socjaldemokratyczna, Partia Republikańska oraz Omonia, formacja reprezentująca albańskich Greków. Pojawiły się również gazety niezwiązane z rządzącą partią. W grudniu 1990 zniszczono pomnik Stalina w Tiranie i usunięto jego imię z instytucji państwowych, którym dotąd patronował. W roku następnym zniszczony został także pomnik Hodży.
31 marca 1991 w pierwszych wolnych wyborach parlamentarnych w Albanii zwycięstwo odniosła Albańska Partia Pracy, uzyskując 67% głosów. Komuniści odnieśli sukces w północno-wschodniej i południowej Albanii, gdzie zyskali popularność, dzieląc na krótko przed wyborami majątek kołchozów. Opozycja była słabo rozpoznawalna poza miastami, w których zwyciężyła – Tiranie, Szkodrze i Durrës. 2 kwietnia w Szkodrze doszło do protestów, których uczestnicy twierdzili, że wybory zostały sfałszowane. Doszło do walk ulicznych, podczas których zginęli czterej działacze Albańskiej Partii Demokratycznej, zaś budynek rządzącej partii został zniszczony.
29 kwietnia 1991 parlament albański zmienił nazwę kraju na Republika Albańska, pierwszym prezydentem ogłosił Ramiza Alię (przy bojkocie opozycji), jak również zmienił konstytucję Albanii, wprowadzając podział władzy i poszerzając zakres swobód obywatelskich. 30 września 1991 przegłosowano ustawę, na mocy której z więzień zwolnieni zostali więźniowie polityczni, z wyjątkiem tych którzy dopuścili się aktów terroru z ofiarami śmiertelnymi.